# 纽河 (卡诺瓦河支流)
纽河（英語：New River）是卡诺瓦河的一条支流，长约360英里（580），流经美国的北卡罗来纳州、維吉尼亞州和西維吉尼亞州，在西弗吉尼亚州的高利布里奇与高利河汇合形成卡诺瓦河，属于俄亥俄河水系。